# 남궁훈 (야구인)
남궁훈(南宮勳, 1984년 1월 9일 ~ )은 전 KBO 리그 두산 베어스의 투수이다. 덕수정보산업고등학교 3학년 때 2002년 KIA 타이거즈의 2차 12순위 지명을 받았으나 건국대학교에 진학했다. 이후 KIA 타이거즈에서 지명권을 포기하여 건국대학교를 졸업하고 상무에서 제대한 후 두산 베어스에 신고선수로 입단했다. 그러나 1군에 오르지 못하고 2010년 시즌 종료 전 두산 베어스에서 방출되었다. 방출 후 메이저 리그 도전을 위해서 도미, 애리조나주 동계 리그에 참가하기도 했다. 2011년 미국 독립 리그 팀에 입단하려고 했으나, 비자 문제로 무산되었다. 이후 미국 메이저 리그 팀 샌디에이고 파드리스의 극동 담당 스카우트를 통해 인턴 과정을 거친 후 정식 스카우트가 되어 현재는 대한민국 담당 스카우트로 일하고 있다.

## 출신 학교
- 인천작전초등학교
- 건국대학교 사범대학 부속중학교
- 덕수정보산업고등학교
- 건국대학교